# Ellen Wangerheim
Ellen Ingegerd Wangerheim, född 1 september 2004 i Boo, Nacka kommun, är en svensk fotbollsspelare som spelar för Hammarby IF. Hon har representerat Sveriges U23-landslag sedan 2021.

## Klubbkarriär

### Juniorkarriär
Under åren 2014-2017 spelade Wangerheim i Saltsjö-Boo IF. 2016 vann laget Gothia Cup i G12-klassen, där Wangerheim röstades fram som mest värdefulla spelare. Hon spelade för Nacka FC under 2018, och vann Gothia Cup guld i klasserna G13 och G14. Under säsongen 2019 spelade Wangerheim i Djurgårdens IF:s F15, F17 och F19 lag och vann F15 SM-guld i futsal samt brons i Gothia Cups G15-klass.

### Hammarby IF
Inför säsongen 2020 skrev Wangerheim som 15-åring på för Hammarby på ett kontrakt som sträckte sig till säsongen 2021. Tävlingsdebuten och första målet för A-laget kom den 11 juli 2020 i 8-0 ligavinsten mot Sandvikens IF efter ett inhopp i den 64:e matchminuten.  Wangerheim spelade sammanlagt 19 matcher och gjorde tre mål i hennes första säsong med Hammarby, som slutade tvåa och avancerade därmed till Damallsvenskan.
Under ligasäsongen 2021 spelade Wangerheim 26 matcher, varav 16 från start. I Svenska cupen spelade hon 5 matcher och gjorde 4 mål. Wangerheim startade ligasäsongen 2022 med 2 mål på åtta matcher. Det andra målet för säsongen kom i den 27:e minuten av stockholmsderbyt mot IF Brommapojkarna, den 12 maj 2022. Stunder senare drabbades Wangerheim av ett korsbandsbrott som kom att avsluta hennes säsong i förtid.
Efter 382 dagar, den 31 maj 2023, kom Wangerheims återkomst i 8-1 matchen mellan Hammarby F19 och Älvsjö AIK F19, där hon gör ett mål. Återkomsten och första målet tillbaka i A-laget kom via ett inhopp i 3-0 matchen mot KIF Örebro, den 11 juni 2023.  Wangerheim bidrar med 8 mål på 14 matcher under säsongen 2023 som slutar med att Hammarby blir både Damallsvenska- och svenska cupenmästare.

## Landslagskarriär
Wangerheim har tidigare representerat F15-,F18- och F19-landslaget. Hon representerar sedan 2021 U23-landslaget.
Wangerheim gjorde F15-landslagets första mål någonsin i 1-1 landskampen mot Norge, den 8 september 2019.
Wangerheim debuterade i seniorlandslaget i Nations League-matchen mot Italien den 4 april 2025, och är uttagen truppen till EM 2025.